# Microsoft OneNote
Microsoft OneNote (bivši naziv za Microsoft Office OneNote) je program za prikupljanje informacija (bilješki) te istodobno prikupljanje i izmjenjivanje s drugim korisnicima,  proizvod kompanije Microsoft, sastavni je dio programskog paketa Microsoft Office. OneNote se najčešće koristi na prijenosnim računalima ili stolnim računalima, no ima dodatne mogućnosti za korištenje ako korisnik ima tablet računalo, ekran osjetljiv na dodir, te audio ili video uređaje pomoću kojih se lakše izvode funkcije i operacije nego na tipkovnici.

## Značajke
OneNote je dizajniran za prikupljanje, organiziranje i dijeljenje podataka bez velikog i pretjeranoga dizajna, uglavnom za projekte, dok je sami dizajn obično usmjeren na objavljivanje sadržaja. Drugi dio programa procesira riječi i zapise, te ih oblikuje u jednu cjelinu. Razlika između dijelova programa je prikazana u nekim funkcijama i značajkama (na primjer, stranice mogu imati dizajn i veličinu koju odredi korisnik, bitmap slike se mogu umetnuti bez gubitka kvalitete, program ne dopušta primjenu jedinstvenog izgleda stranice, itd.). Format datoteke programa OneNote je .One u svim verzijama. 
Inovacija programa OneNote je intergrirano pretraživanje i indeksiranje funkcija i teksta unutar grafičkog sučelja. OneNote može pretraživati unutar teksta ugrađenog u slici (npr. ako je to snimak ekrana, skeniran dokument ili fotografija). Također može tražiti tekst u rukopisnim bilješkama. Program može pronaći podatke i informacije čak i u audio zapisu. OneNote može i uvesti razne projekte i datoteke koje su stvorene u drugim programima sustava Office, te iz njih stvoriti posebne grafikone, baze podataka i zabilješke.

## Podržane platforme
Microsoft OneNote 2003 podržava operativne sutave Windows 2000, Windows XP, Windows Vista i Windows 7.
OneNote 2007 koristi poboljšani datotetični sustav nego OneNote 2003. OneNote 2003 projekti se mogu otvoriti s OneNote 2007 i nadograditi u noviju verziju s boljim značajkama.
Mnoge Microsoft Office aplikacijepodržavaju uvoz i izvoz MIME HTML (.mht) formata, uključujući i Microsoft OneNote, Microsoft Word, i Microsoft Internet Explorer. Tako da samo određeni preglednici mogu otvoriti Microsoft OneNote MHT datoteku. Microsoft OneNote 2007 također podržavai i izvoz bilješki u Microsoft Word format ili kao PDF, XPS datoteku koristeći besplatni ubrzivač od strane Microsofta.
Objavljena je i verzija Microsoft OneNote Mobile koja je napravljena kao aplikacija za mobilne uređaje, većinom stvorene od strane Microsofta. Postoji i verzija za IPhone koja je napravljena od strane treće osobe.
Microsoft OneNote podržava Microsoft Live Mesh, pomoću kojeg se izmjenjuju i sinkroniziraju podaci pomoću Office-a Online.

## Povijest verzija
| Prvo službeno objavljivanje | objavljen 17. studenog 2002.  |
| OneNote 2003                | objavljen 21. listopada 2003. |
| OneNote 2003 SP1            | objavljen 27. srpnja 2004.    |
| OneNote 2003 SP2            | objavljen 27. rujna 2005.     |
| OneNote 2003 SP3            | objavljen 17. rujna 2007.     |
| OneNote 2007                | objavljen 30. siječnja 2007.  |
| OneNote 2007 SP1            | objavljen 11. prosinca 2007.  |
| OneNote 2007 SP2            | objavljen 28. travnja 2009.   |
| OneNote 2010                | objavljen 15. lipnja 2010.    |

## Vanjska poveznice
Službene stranice